# Pin grid array

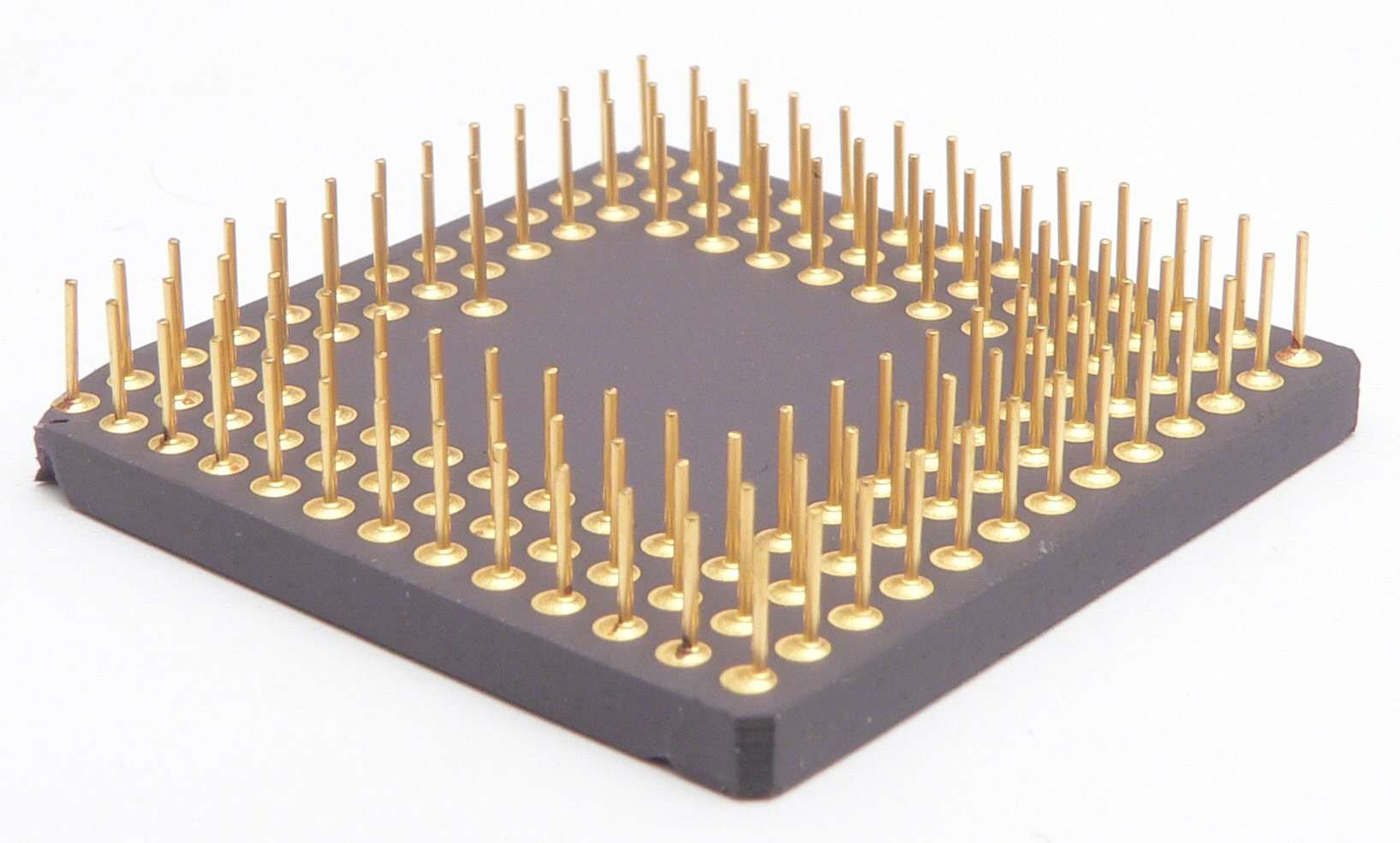
PGA del Motorola XC68020.

La matriz de rejilla de pines o PGA (del inglés pin grid array) es una interfaz de conexión a nivel físico para microprocesadores y circuitos integrados o microchips.
También se denomina de la misma forma a la cápsula o empaquetado de los circuitos integrados (IC). Su alineación de pines se presenta en forma vertical y horizontal.
Originalmente PGA es el zócalo clásico para la inserción en una placa base de un microprocesador. Fue usado para procesadores como: Intel 80386 e Intel 80486.

## Visión general
El zócalo de CPU consiste en un cuadrado de conectores en forma de agujero donde se insertan los pines del chip por medio de presión. Según el tipo de chip, tendrá más o menos agujeros (uno por cada patilla).1956

### Encapsulado o empaquetado
En un PGA, el IC se monta en una losa de cerámica, que presenta una matriz de contactos o olas
en una de sus caras. Luego, los pines se pueden insertar en los agujeros de un circuito impreso y soldarse.
Casi siempre se espacian 2.54 milímetros entre sí. Para un número dado de pines, este tipo de paquete ocupa menos espacio que los tipos más viejos como el dual in-line package (DIP o DIL).

### Variantes del PGA
Las versiones plastic pin grid array (PPGA) y posteriormente flip-chip pin grid array (FCPGA), fueron creadas por Intel Corporation para los microprocesadores Intel Pentium, y a menudo son usados en placas base con zócalos de CPU ZIF (zero insertion force) para proteger los delicados pines.
- PPGA
- FCPGA
- CPGA
- OPGA

### Lista de zócalos PGA
| AMD Computadoras de sobremesa Socket A (PGA 462) Socket 754 (PGA 757) Socket 939 (PGA 939) Socket AM2 (PGA 940) Socket AM2+ (PGA 940) Socket AM3 (PGA 938) Socket AM3+ (PGA 942) Socket FM1 (PGA 905) Socket FM2 (PGA 904) Socket FM2+ (PGA 906) Socket AM4 (PGA 1331) Servidores Socket 940 (PGA 940) | Intel Computadoras de sobremesa Socket 370 (PGA fonsis) Socket 423 (PGA 423) Socket 478 (PGA 478) Servicios Socket 8 (PGA 387) Socket 603 (PGA 603) Socket 604 (PGA 604) Socket PAC418 (PGA 418) Socket PAC611 (PGA 611) |